# Runstens härad
Runstens härad var ett härad på Öland i Kalmar län. Häradet var beläget på öns östra sida i den södra delen av nuvarande Borgholms kommun.
Tingsplats var före 1745 Borgholm, därefter till 1917 Lundegård. Från 1917 till 1945 Rosenfors och därefter till 1982 Borgholm.

## Geografi
Häradet sträckte sig från Lopperstad söder om Runstens kyrka i söder till Löts kyrka norr om Borgholm i norr. Runsten gränsade till Algutsrums härad i sydväst, Gräsgårds härad i söder och Slättbo härad i norr.
Häradets areal uppgick till 202 km², varav land 202 och hade 1930 3 607 invånare.

## Socknar
Runstens härad omfattade sex socknar.
I Borgholms kommun
- Bredsättra
- Egby
- Gärdslösa
- Långlöt
- Löt
- Runsten

## Län, fögderier, tingslag, domsagor och tingsrätter
Häradet hörde till Kalmar län. Församlingarna tillhör(de) från 1604 till 1915 till Kalmar stift, innan dess till Linköpings stift och därefter till Växjö stift.
Häradets socknar hörde till följande fögderier:
- 1720-1917 Ölands norra mots fögderi
- 1918-1966 Ölands fögderi
- 1967-1990 Borgholms fögderi

Häradets socknar tillhörde följande tingslag, domsagor och tingsrätter:
- 1680-1942 Ölands norra mots tingslag i Ölands domsaga
- 1943-1968 Ölands domsagas tingslag i Ölands domsaga
- 1969-1970 Möre och Ölands domsagas tingslag i Möre och Ölands domsaga

- 1971-1982 Möre och Ölands tingsrätt och domsaga
- 1983- Kalmar tingsrätt och domsaga